# Joseph Desbrosses
 (octobre 2020).

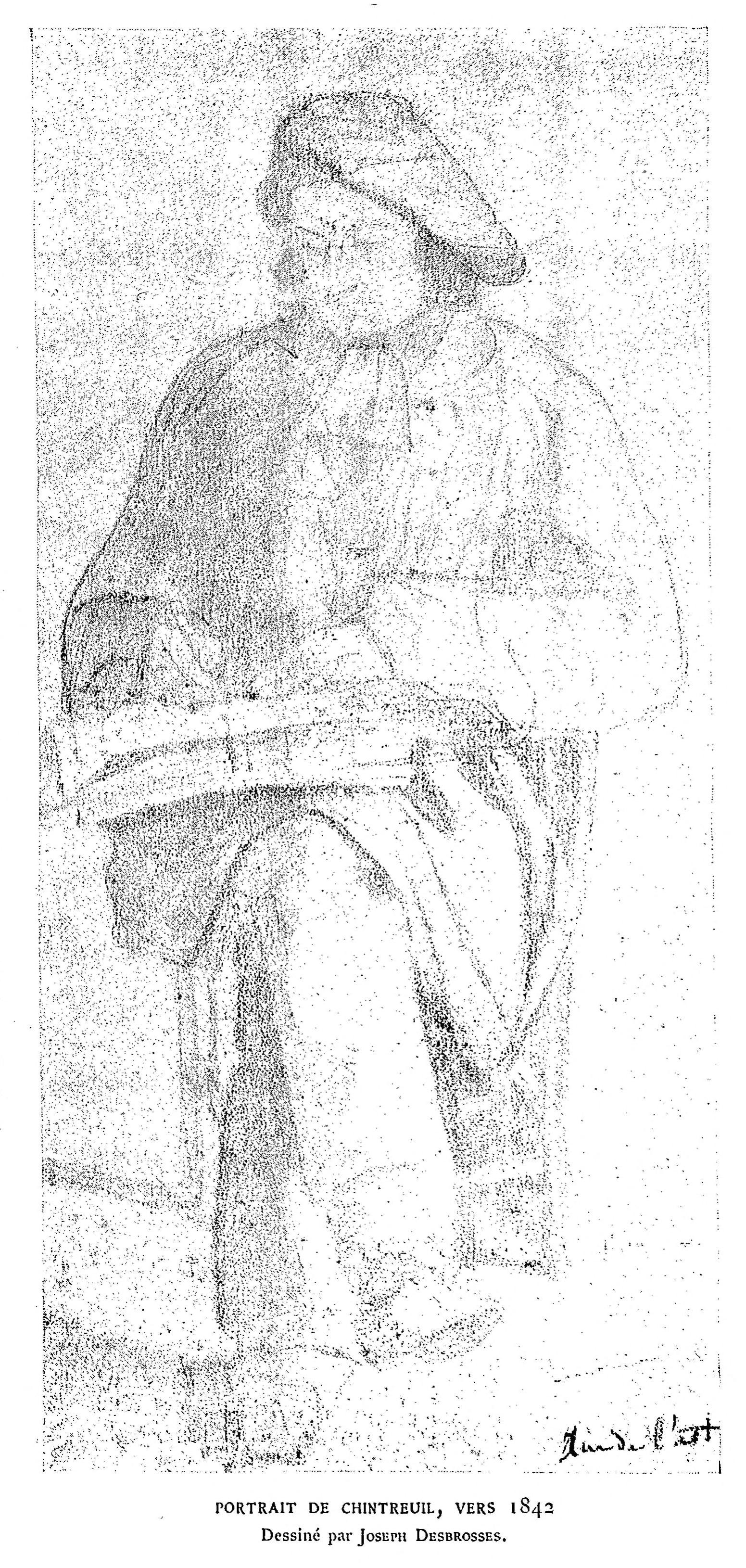
Portrait d'Antoine Chintreuil, 1842.

Joseph Desbrosses, né à Bouchain le 22 décembre 1819 et mort à Paris le 26 février 1844, est un sculpteur français.
Figure de la bohème parisienne et ami d'Henry Murger, il inspire au romancier le personnage du sculpteur Jacques dans les Scènes de la vie de bohème (1851). Il était surnommé « Christ ». Son frère Léopold Desbrosses était surnommé « le Gothique ».

## Biographie
Joseph Desbrosses et ses frères, Léopold (1821-1908) et Jean-Alfred (1835-1906) — qui deviendront tous les deux peintre et graveur —, sont les fils d'un cocher de la rue des Saussaies à Paris. Joseph Desbrosses travaille d'abord pour les architectes Jean-Baptiste Antoine Lassus et Henri Labrouste, puis décide de se consacrer à la sculpture. Il étudie, admis sans rétribution, à l’atelier de David d’Angers et fait des travaux d’art commerciaux dont il rougit pour subvenir à ses besoins. 
Il prend avec son frère Léopold un atelier au 81, rue d'Enfer à Paris dans une ancienne ferme, puis dans la rue du Cherche-Midi. 
Ils se réunissent avec Henri Murger et d'autres représentants de la bohème parisienne dans une société appelée « Les buveurs d'eau », n'ayant pas les moyens d'être des buveurs de vin. Le carton à dessin de Desbrosses est rempli d’études des uns et des autres qui se prennent mutuellement pour modèles. 
Les dessins de Joseph Desbrosses sont inspirés par les thèmes romantiques et l'histoire médiévale. Il réalise la sculpture d'un grenadier de 1792, blessé au pied et pansant sa blessure, dans le style de ceux dessinés par Nicolas-Toussaint Charlet.
Les frères Desbrosses souffrent de la faim et du froid, mais ils ne renoncent pas à leurs idéaux. Ils mettent toute leur jouissance dans leurs travaux.
Atteint de maladie, Joseph Desbrosses est admis à l'hôpital Saint-Louis de Paris, où il veut réaliser la sculpture d'une ange pour la communauté d'une religieuse qui le soigne avant de mourir. Il y meurt le 26 février 1844.